# Ellopostoma
Ellopostoma is een geslacht van straalvinnige vissen uit de familie van de bermpjes (Nemacheilidae).

## Soorten
- Ellopostoma megalomycter (Vaillant, 1902)
- Ellopostoma mystax Tan & Lim, 2002